# Clemens Heinl
Clemens Heinl (* 1959 in Schwabach) ist ein deutscher Bildhauer.

## Werdegang
Clemens Heinl erlernte 1974 bis 1978 Orthopädiemechaniker und arbeitete bis 1986 im orthopädietechnischen Bereich. Von 1986 bis 1992 absolvierte er ein Studium Bildhauerei an der Akademie der Bildenden Künste Nürnberg bei Wilhelm Uhlig. Seit 1993 ist Heinl als freischaffender Künstler tätig.
1989 erhielt er den Danner-Preis, 1994 den Kunstpreis der Nürnberger Nachrichten und 1996 das Karl-Rössing-Stipendium der Akademie der Schönen Künste München. Darüber hinaus nahm Heinl an Bildhauersymposien in Antalya (2003) und Denizli (1998) in der Türkei sowie in Kronach (1999) und Georgensgmünd (2000) teil. 2002 übernahm er einen Lehrauftrag an der Hochschule Coburg. 2005 wurde er von dem Kunstpreis der Stadt Kulmbach ausgezeichnet.

## Werke in Öffentlichen Sammlungen (Auswahl)
- Relief für die Kirche in Pretzdorf, 1987
- Holzmoh Rednitzhembacher Kunstweg, 1994
- Brunnenfigur Oberreichenbach, 1995
- Blumenbrunnen Schwabach, 2000
- Millenniumskulptur Neumarkt, 2000
- Denkmal Adolph von Henselts in Schwabach

## Preise
- 1996: Kunstpreis der Bayerischen Akademie der Schönen Künste

## Ausstellungen (Auswahl)
- 2017: The Blossom of Human Nature mit Peter Angermann, Bode Galerie & Edition
- 2013: Skulpturengarten in Nürnberg
- 2011: Beziehungen – NATUR PUR – Kunstverein Erlangen
- 2004: Fine Art Institut Shenzhen in China, Kunsthaus Nürnberg, Stadtmuseum Erlangen
- 2002: Kunstverein Erlangen, Kunsthaus Nürnberg, Atatürk Kultür Merkensi Sanat, Ankara/Türkei
- 2001: Bayerische Akademie der Schönen Künste in München
- 2000: Germanisches Nationalmuseum Nürnberg
- 1999: Nationalgalerie in Skopje/Mazedonien
- 1998: Kunstverein Coburg, Auferstehungskirche in Fürth
- 1993: Kulturhaus des Bezirks Limoges in Paris
- 1992: Akademie der Bildenden Künste in Nürnberg